# Andersen - L'acciarino magico
Andersen - L'acciarino magico (Fyrtøjet) è un film del 1946 diretto da Svend Methling. Basato sulla fiaba L'acciarino magico di Hans Christian Andersen, è noto per essere il primo lungometraggio d'animazione prodotto in Danimarca, e richiese quattro anni di lavoro. Fu distribuito in patria dalla Palladium il 21 aprile 1946.

## Trama
Uno scaltro soldato riesce a sottrarre un tesoro a una strega e vince la mano della principessa e metà del regno.

## Distribuzione

### Data di uscita
Le date di uscita internazionali sono state:
- 21 aprile 1946 in Danimarca
- 9 dicembre in Svezia (Sagan om elddonet)
- 17 dicembre 1948 in Finlandia (Tulukset)
- 12 agosto 1969 in Italia

### Edizione italiana
Il doppiaggio italiano fu eseguito dalla S.A.S. sulla base della versione in inglese, che include diversi dialoghi aggiuntivi rispetto a quella originale. Le canzoni furono mantenute in inglese, talvolta sovrapponendovi delle battute che ne riassumono il significato.